# Suola

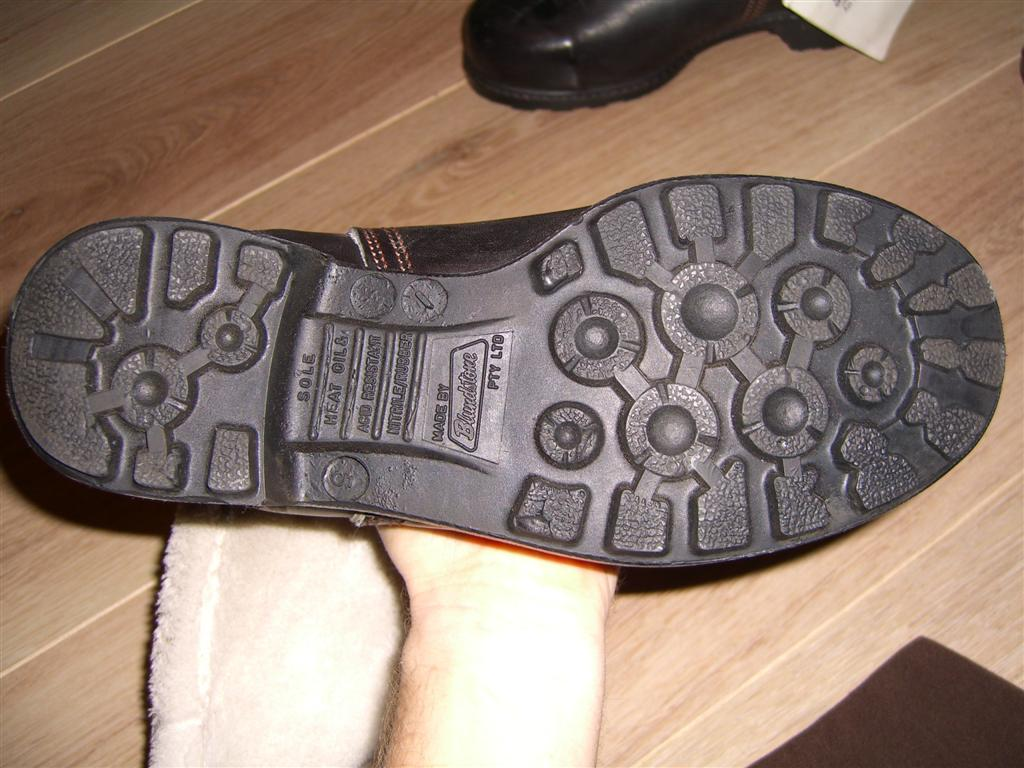
Suola in materiale sintetico (Blundstone Footwear)

La suola è la parte inferiore della calzatura a diretto contatto con il suolo da cui prende il nome da antiche origini, destinata a proteggere la pianta del piede.

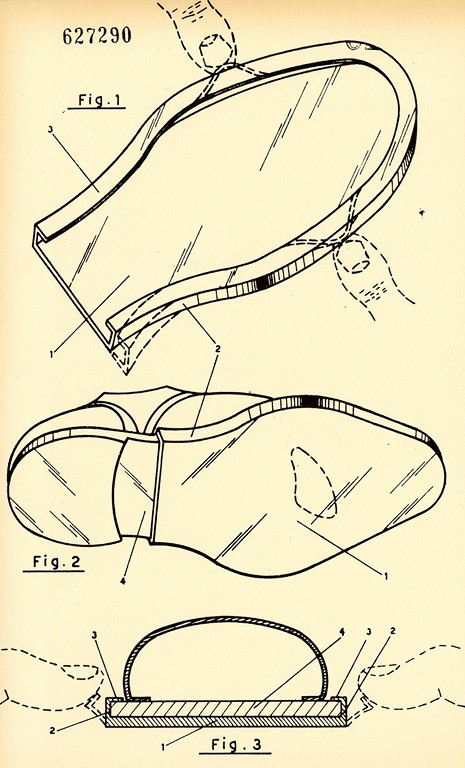
Brevetto di una mezza suola, Godoy Cruz 1961

## Descrizione
Per secoli le suole sono state realizzate in legno per gli zoccoli, in paglia o altre fibre intrecciabili per sandali e ciabatte, in cuoio o in gomma. Con l'invenzione delle materie sintetiche si cominciarono ad usare mescole di tecnofibre  (l'EVA e il phylon per le scarpe sportive).
Nelle scarpe e negli stivali è collegata alla tomaia con incollaggio o cucitura, manuale per quelle più costose. Alla sua parte posteriore si applica il tacco, mentre nella parte anteriore può essere presente un rialzo chiamato plateau. Il punto più stretto posto tra il tacco e la punta prende il nome di fiosso.
Per aumentare la durata della scarpa, può essere incollato un materiale antisuola (gomma o kevlar). Il trattamento può essere ripetuto più volte, quando la protezione risulta consumata.

## Storia e Evoluzione
Sebbene le prime calzature risalgano a millenni fa, la produzione di suole ha subito una trasformazione significativa con l'introduzione di materiali moderni.
L'utilizzo diffuso del cuoio è stato sostituito dall'adozione della gomma nel XX secolo, portando a una rivoluzione nel comfort e nella durabilità delle suole.
La prima scarpa sportiva, con suola in gomma e tomaia in tela, nasce nel 1850 in Inghilterra con il nome di Plimsoll. In USA si chiamarono Sneakers, nome utilizzato ancora oggi.

## Materiali per Suole Stampate
La produzione di suole stampate coinvolge una vasta gamma di materiali, ognuno con specifiche caratteristiche.
Tra i materiali più comuni:
- Gomma: materiale di origine naturale
- Thermo Poli Rock (TPR): Flessibile e resistente, ideale per calzature quotidiane e sportive.
- Etilene Vinil Acetato (EVA): Leggero e flessibile, utilizzato in suole sportive e sandali estivi.
- Poliuretano (PU): Versatile, offre durata e comfort su misura, adatto a calzature quotidiane e da lavoro.
- Phylon: Leggero e ammortizzante, ideale per la realizzazione di suole intermedie.
- Gel: Fornisce ammortizzazione e comfort extra, utilizzato in scarpe da corsa e sportive specializzate.
- Polipropilene (PP): Leggero e resistente all’abrasione, utilizzato per scarpe da lavoro.
- Memory Foam: materiale viscoelastico che si adatta perfettamente alla forma del piede.
- Tessuti tecnici: nylon o poliestere.
- Carbonio o fibra di vetro: da inserire per una maggiore durabilità, rigidità e supporto.
- Silicone: Per dare una maggiore flessibilità.

## Macchine per lo Stampaggio
La produzione di suole coinvolge diverse fasi e tecnologie di stampaggio. Alcuni esempi di macchine comuni includono:
- Macchine di stampaggio ad iniezione: Fusione e iniezione di materiali elastomerici in uno stampo.
- Presse per lo stampaggio suole a caldo: Riscaldamento e stampaggio di materiali elastomerici.
- Macchine per lo stampaggio a freddo: Pressione o vibrazione a freddo.
- Macchine con colata PU: Versamento del poliuretano liquido.
- Stampanti 3D per suole: Utilizzate per la produzione di campioni.
- Stampaggio a vuoto: utilizza la pressione del vuoto per creare la suola.
- Macchine per la produzione di suole in EVA: a taglio o a caldo che modellano il materiale.
- Macchine di vulcanizzazione: Trattamento termico per alcuni materiali che permette di ottenere il giusto mix tra elasticità e durabilità.

## Stampi Suole
Gli stampi per suole sono componenti cruciali nella produzione di calzature, definendo forma e caratteristiche delle suole.
Essi possono essere realizzati in acciaio o alluminio, sfruttando tecnologie come la fresatura CNC e l'elettroerosione a tuffo.
Gli stampi possono essere progettati per diversi processi di produzione, come stampaggio ad iniezione, a compressione o colata di poliuretano (PU).
La scelta del materiale, o una combinazione di questi, dipende dal tipo di calzature che viene realizzato.

## Gestione degli Stampi
La gestione degli stampi è un aspetto critico nella produzione suola poiché sono pesanti e gli sforzi per gli operatori sono immani.
Sono stati stoccati storicamente su scaffali con azioni di prelievo e deposito manuale ma con l'entrata in vigore delle nuove norme sulla sicurezza del lavoro tutte le aziende si indirizzano su sistemi automatici.
Una soluzione è installare un magazzino automatico che gestisce gli stampi. ne esistono di vari modelli generici e anche, negli ultimo 10 anni sono nati magazzini automatici specifici per stampi, l'esigenza
di numerosi picking e il peso superiore ai 25 Kg (Testo unico sulla sicurezza nei luoghi di lavoro) ha portato allo sviluppo di soluzioni specifiche. questo tipo di magazzino sistemerà ogni stampo al proprio posto
richiamandolo al bisogno. L’operatore dovrà spostarlo soltanto sul carrello e portarlo alla macchina di stampaggio.
Di ultimissima generazione esistono magazzino automatici che gestiscono uno stampo per vassoio  annullando totalmente, oltre agli sforzi, i margini di errore dell’operatore; in questo tipo di soluzione i consumi energetici sono molto limitati.

## Trattamenti per Gli Stampi
I trattamenti superficiali degli stampi sono essenziali per garantire l'estrazione agevole delle suole da parte degli operatoti. Alcuni trattamenti includono:
- Nitrurazione: Aumenta la durezza della superficie degli stampi.
- Cromatura: Deposizione di uno strato di cromo per resistenza alla corrosione.
- Placcatura in Titanio o Nitruro di Titanio: Migliora la resistenza all'usura.
- Carburizzazione: Aumenta la durezza attraverso l'introduzione di carbonio.
- Rivestimento in DLC (Diamond-Like Carbon): Superficie estremamente dura e resistente.
- Lucidatura: Migliora la finitura e quindi l’estrusione dello stampo.
- Rivestimenti antiaderenti (Teflonatura): Rivestimento applicato per agevolare l’estrazione dello stampo e diminuire l’accumulo dei residui all’interno dello stampo.